# Tortula acaulon
Tortula acaulon là một loài Rêu trong họ Pottiaceae. Loài này được (With.) R.H. Zander miêu tả khoa học đầu tiên năm 1993.